# Ouéoulo
Ouéoulo est une localité située au sud-ouest de la Côte d'Ivoire et appartenant au département de San-Pédro, dans la Région du Bas-Sassandra.
La localité de Ouéoulo est un chef-lieu de commune.